# Coltivirus
Coltivirus è un genere di virus (appartenente alla famiglia Reoviridae) che infetta vertebrati e invertebrati. Include l'agente causale della febbre da zecca del Colorado. Il virus della febbre da zecca del Colorado può causare febbre, brividi, mal di testa, fotofobia, mialgia, artralgia e letargia.
I bambini, in particolare, possono sviluppare una malattia emorragica. La leucopenia con linfociti e neutrofili è molto comunenella febbre da zecca del Colorado.  In tutti i casi, l'infezione può portare a encefalite o meningite.
Altri virus del genere coltivirus, individuati in zanzare o zecche o pipistrelli, sono state identificati in Asia e Africa.

## Virologia
I virus sono parassiti intracellulari che non hanno i mezzi necessari per riprodursi da soli, quindi devono invece dirottare il meccanismo di una cellula ospite. Solo allora possono sintetizzare le loro proteine virali e creare progenie.  Esistono due tipi di virus, distinti dal loro tipo di materiale genetico.  I virus del DNA hanno genomi costituiti da acido desossiribonucleico (o DNA), mentre i virus RNA, come Coltivirus , hanno un genoma di RNA (acido ribonucleico).

### Genoma e organizzazione genomica
I Coltivirus hanno dodici segmenti di RNA lineare a doppio filamento.  Quando il genoma viene elaborato con elettroforesi su gel, i segmenti migrano in tre dimensioni di classe (tre bande).  Ogni segmento viene replicato e il segmento più grande codifica la RNA polimerasi . Alcuni virus con 12 segmenti di RNA a doppio filamento (Banna virus, Kadipiro virus,Liao Ning virus) classificati in passato come Coltivirus hanno la sequenza di aminoacidi che codifica la polimerasi sostanzialmente diversa dai primi coldivirus identificati e per loro è stato proposto un nuovo genere, Seadornavirus, simile ma distinto dal Coltivirus.

## Descrizione generale
Il nome "Coltivirus" deriva dal membro principale della famiglia, il virus della febbre da zecca del Colorado (" Col orado ti ck").  Coltivirus appartiene alla famiglia dei Reoviridae, che contiene otto generi: Orthoreovirus , Orbivirus , Coltivirus , Rotavirus , Aquareovirus , Cypovirus , Phytoreovirus e Fijivirus . Coltivirus e Orbivirus insieme contengono circa 109 sierotipi e solo quattro di questi causano malattie nell'uomo. Le zecche sono i principali vettori del virus della febbre da zecca del Colorado.  La specie tipica di Coltivirus è il virus della febbre da zecca del Colorado, ma il virus Eyach europeo è un altro membro del genere. La febbre da zecca del Colorado è stata originariamente registrata nel XIX secolo e oggi è una delle malattie trasmesse da zecche più comuni negli Stati Uniti.
Il virus Eyach europeo e il virus della febbre da zecca del Colorado sono parenti a causa di geni affini, dal 55% all'88% di somiglianza nella sequenza degli aminoacidi e somiglianze a livello microscopico che non possono essere distinte. Per trovare queste somiglianze, è stata completata un'analisi della sequenza del genoma. Una teoria di come il virus Eyach europeo viene proposto in Europa è la migrazione dei lagomorfi dal Nord America oltre cinquanta milioni di anni fa.  Da allora, il virus è mutato ed è ora considerato una specie distinta di virus.  Il virus Eyach europeo è stato isolato nel 1976 dalle zecche Ixodes ricinus in Europa e nel 1981 dalla stessa specie insieme a Ixodes ventalloi .

## Caratteristiche

### Morfologia e fisiologia
I virioni di Coltivirus hanno un diametro di circa 60-80 nanometri e non sono avvolti e sono generalmente di forma sferica con simmetria icosaedrica. Ogni virione ha due gusci capside concentrici che circondano un nucleo di circa 50 nanometri di diametro. La superficie della particella è relativamente liscia. Il virus perde la sua infettività quando il fluido circostante diventa acido, intorno a un pH di tre, ma è stabile quando il pH è compreso tra sette e otto. Smette anche di essere una minaccia quando la temperatura diventa di circa 55 °C.
| Genere     | Struttura   | Simmetria     | capside         | Disposizione genomica | Segmentazione genomica |
| ---------- | ----------- | ------------- | --------------- | --------------------- | ---------------------- |
| Coltivirus | icosaedrica | T = 13, T = 2 | Senza involucro | Lineare               | segmentato             |

### Patogenesi e riproduzione virale
I coltivirus si replicano nel citoplasma nelle cellule sia degli artropodi che dei vertebrati, ma sono trasmessi solo dagli artropodi. Quando il virus si replica, il guscio esterno del virione deve essere rimosso per poter attivare l'RNA polimerasi per continuare la replicazione dell'RNA del virione.  Il riassortimento dei segmenti di RNA in progenie è comune e questo ha un ruolo in alcune delle diversità genetiche tra i sierotipi.  A volte, questo può portare a rapidi cambiamenti nelle proprietà dei virus.
La principale specie di Coltivirus, il virus della febbre da zecca del Colorado (CTF), infettano la zecca del bosco di Rocky Mountain ( Dermacentor andersoni ).  Questa specie di zecca si trova in aree con arbusti, aree leggermente boscose, praterie e su sentieri per escursioni a piedi o in bicicletta.  Tutte le fasi della vita di questa zecca possono infettare i vertebrati con il virus della febbre da zecca del Colorado (larva, ninfa e adulto).  Sfortunatamente, i D. andersoni maturi preferiscono nutrirsi del sangue di mammiferi medi o grandi che camminano intorno alle piante alte fino al ginocchio. Spesso, questa infezione viene trasmessa quando le larve delle zecche si nutrono con il sangue roditori, come gli scoiattoli, che sono già infetti da virus.  La saliva della zecca contiene quindi il virus e diventa contagiosa.  La zecca adulta trasmette il virus all'uomo attraverso un morso e giunge ad infettare le cellule del midollo osseo.
Il virus si replica in quelle cellule del midollo osseo, interferendo con lo sviluppo e la replicazione di leucociti (globuli bianchi), eosinofili e basofili .  Per questo motivo, la trombocitopenia potrebbe essere una potenziale conseguenza dell'infezione.  Gli eritrociti, enucleati, verrebbero infettati quando sono nel loro stadio precursore nucleato di eritroblasti. Il virus rimane in questi globuli rossi senza danneggiarli per un massimo di quattro mesi. Qui è protetto dagli attacchi del sistema immunitario. L'anticorpo del virus si trova solo circa due settimane dopo che i sintomi iniziano a manifestarsi, ma il virus può ancora essere trovato nelle cellule del sangue per circa sei settimane.
| Genere     | Animale ospite                                          | Tropismo tissutale | Ingresso                           | Rilascio        | Sito di replica | Sito di assemblaggio | Trasmissione tipica |
| ---------- | ------------------------------------------------------- | ------------------ | ---------------------------------- | --------------- | --------------- | -------------------- | ------------------- |
| Coltivirus | Gli esseri umani; zecche; zanzare; roditori (reservoir) | Eritrociti         | Endocitosi del recettore cellulare | Morte cellulare | Citoplasma      | Citoplasma           | Morso di artropodi  |

### Diagnosi del virus della febbre da zecca del Colorado (CTFV)
Per la diagnosi, gli eritrociti possono essere isolati iniettandoli in una coltura tissutale e controllando se sono infetti. Il virus della febbre da zecca del Colorado può essere rilevato in un paziente con una reazione a catena della polimerasi a trascrizione inversa (RT-PCR), in cui è possibile rilevare anche un singolo virione e il suo materiale genetico. Inoltre, l'antigene per il virus della febbre da zecca del Colorado può essere identificato mediante la microscopia a immunofluorescenza .  In questo metodo, gli antigeni sulla superficie degli eritrociti sono marcati con fluorescenza ed esaminati al microscopio a fluorescenza.

### Epidemiologia e controllo
La distribuzione del virus della febbre da zecca del Colorado è nell'area delle Montagne Rocciose degli Stati Uniti ad altitudini tra i quattro e i diecimila piedi. Non sorprende che il virus della febbre da zecca del Colorado si possa trovare in luoghi come la California, il Colorado, l'Idaho, il Montana, il Nevada, l'Oregon, lo Utah, a Washington, il Wyoming, la Columbia Britannica e l'Alberta.  Questa è all'incirca la stessa distribuzione del segno di spunta che trasmette il virus, mostrato nell'immagine adiacente.
Il virus circola tra zecche e roditori, con l'essere umano come ospite secondario. persone a rischio di contrarre la malattia sono escursionisti e campeggiatori che si trovano nelle aree a rischio.  Inoltre, aprile, maggio e giugno sono le occasioni in cui si verificano principalmente le infezioni, perché è il momento in cui le zecche adulte sono prevalenti nell'ambiente.  Sfortunatamente, questo è anche quando il clima è piacevole per le escursioni e il campeggio.  Il modo migliore per evitare di essere morso e catturare questa malattia è indossare maniche lunghe o pantaloni, evitare zone infestate da zecche elevate e indossare un repellente per zecche.

### Trattamento
Attualmente non sono disponibili vaccini o trattamenti noti per il trattamento di questi Coltivirus, ma 3'-fluori-3'-deossiaadanosina, un analogo nucleosidico, blocca la replicazione del virus della febbre da zecca del Colorado in vitro.